# ظفر أحمد عثماني
ظفر أحمد عثماني (1310 - 1394 هـ / 1892 - 1974 م) هو كاتب وشاعر هندي.
هو ظفر أحمد بن لطيف أحمد عثماني التهانوي. ولد في الديوبند ، وتوفي في أشرف آباد (باكستان). من آثاره «قواعد في علوم الحديث» و «إعلاء السنن»، و «تلخيص البيان في التفسير»، وترجمة «الترغيب والترهيب» إلى الأردية، و«الدر المنضود في التصوف».
و من شعره، في رثاء محمد إدريس الكاندهلوي: